# Veit Holzlechner
Veit Holzlechner (* um 1574 in Neumarkt/Bayern; † 6. Februar 1642 in Wittenberg) war Seidensticker und Bürgermeister von Wittenberg. 

## Leben
Veit Holzlechner wurde um 1574 in Neumarkt im einstigen Niederbayern, als Sohn armer, tief im katholischen Glauben verwurzelter Eltern geboren. Während seiner Schulzeit in seinem Heimatort zeichnete er sich durch besonderen Fleiß aus. Jedoch konnten seine Eltern das Geld für ein Studium nicht erbringen. Aufgrund dessen ging er bei dem bayerischen Edelmann Wolfgang Christoph von Elvering in Dienst, der ihn nach Passau zu den besten Seidenstickern sandte. Dort erlernte Holzlechner das Kunsthandwerk der Seiden- und Perlenstickerei. Nach Beendigung seiner Lehre zog er durch fremde Länder, kam nach Krakau, wo er sich viele Jahre am dortigen polnischen Hofe aufhielt.
1605 führte ihn der Weg nach Wittenberg, hier trat er zum evangelischen Glauben über und erhielt das Bürgerrecht. Als er durch sein Seidenstickergeschäft einen gewissen Wohlstand erreicht hatte, wurde der Rat von Wittenberg auf ihn aufmerksam und wählte ihn in den Amtszeiten 1619, 1622 und 1625 als Bauherr, 1628, 1631, 1634 und 1637 als Kämmerer, 1640 als Richter, und 1641 wurde er Bürgermeister der Stadt Wittenberg. Auch war er als Kirchenvorsteher aktiv. Seine Amtszeit als Altbürgermeister 1642, wo er die Funktion des Beisitzers des Bürgermeisters Michael Blume ausfüllen sollte, konnte er jedoch aufgrund seines Todes am 6. Februar 1642 nicht weiter erfüllen.
In der Zeit des Dreißigjährigen Krieges stickte er 1632 für den Rat eine kostbare Arbeit: die Göttin des Friedens. Auf schwarzem Atlasboden sind in herrlichen Farben die Seidenfäden zum Bild gestaltet worden. Wenn sich ein neuer Rat konstituierte, stand dieses wertvolle Geschenk auf dem Ratstisch, sonst befand es sich in einem Holzkästchen an der Wand des Bürgermeister-Zimmers im Rathaus Wittenberg.